# Sexcrime (Nineteen Eighty-Four)
Pour les articles homonymes, voir Sexcrime.
Singles de Eurythmics
Here Comes the Rain Again
(1984) Julia
(1985)
Sexcrime (Nineteen Eighty-Four) est une chanson du groupe britannique Eurythmics, écrite et composée par Annie Lennox et Dave Stewart, sortie en single le 22 octobre 1984, extraite de l'album 1984 (For the Love of Big Brother) qui est la bande originale du film 1984 réalisé par Michael Radford.
La chanson n'est cependant pas entendue dans le film. Le réalisateur qui avait déjà choisi Dominic Muldowney comme compositeur, a jugé inappropriée la musique d'Eurythmics qui avait été imposée par Richard Branson, patron de Virgin Records et coproducteur du long métrage avec sa société Virgin Films, tout cela à l'insu du groupe. Finalement, et au grand dam de Michael Radford, d'autres compositions instrumentales d'Eurythmics côtoient celles de Muldowney dans le film,,.
Même si Sexcrime (Nineteen Eighty-Four) est absente du film, le clip vidéo qui l'accompagne, réalisé par Chris Ashbrook, utilise des images du long-métrage, participant ainsi largement à sa promotion,. 
Sexcrime (traduit par Crimesex en français) est un mot de novlangue inventé par George Orwell dans son roman 1984 dont le film est l'adaptation.
La chanson est un succès international, toutefois, aux États-Unis, elle ne dépasse pas la 81e place du Billboard Hot 100, les radios et télévisions américaines étant peu enclines à diffuser un morceau où les mots sex et crime sont répétés,. Elle connaît plus de succès dans le classement des diffusions en discothèque, le Hot Dance Club Songs, en atteignant la 2e place.

## Classements hebdomadaires et certifications
| Classement (1984-1985)                 | Meilleure place |
| -------------------------------------- | --------------- |
| Allemagne (GfK Entertainment)          | 3               |
| Australie (Kent Music Report)          | 5               |
| Belgique (Flandre Ultratop 50 Singles) | 3               |
| Canada (RPM 100 Singles)               | 18              |
| États-Unis (Billboard Hot 100)         | 81              |
| États-Unis (Hot Dance Club Songs)      | 2               |
| France (SNEP)                          | 7               |
| Irlande (IRMA)                         | 4               |
| Norvège (VG-lista)                     | 9               |
| Nouvelle-Zélande (RMNZ)                | 8               |
| Pays-Bas (Nederlandse Top 40)          | 10              |
| Pays-Bas (Single Top 100)              | 12              |
| Royaume-Uni (UK Singles Chart)         | 4               |
| Suède (Sverigetopplistan)              | 3               |
| Suisse (Schweizer Hitparade)           | 6               |

| Pays              | Certification | Unités certifiées |
| ----------------- | ------------- | ----------------- |
| Royaume-Uni (BPI) | Argent        | 250 000           |